# Геомагнитная буря

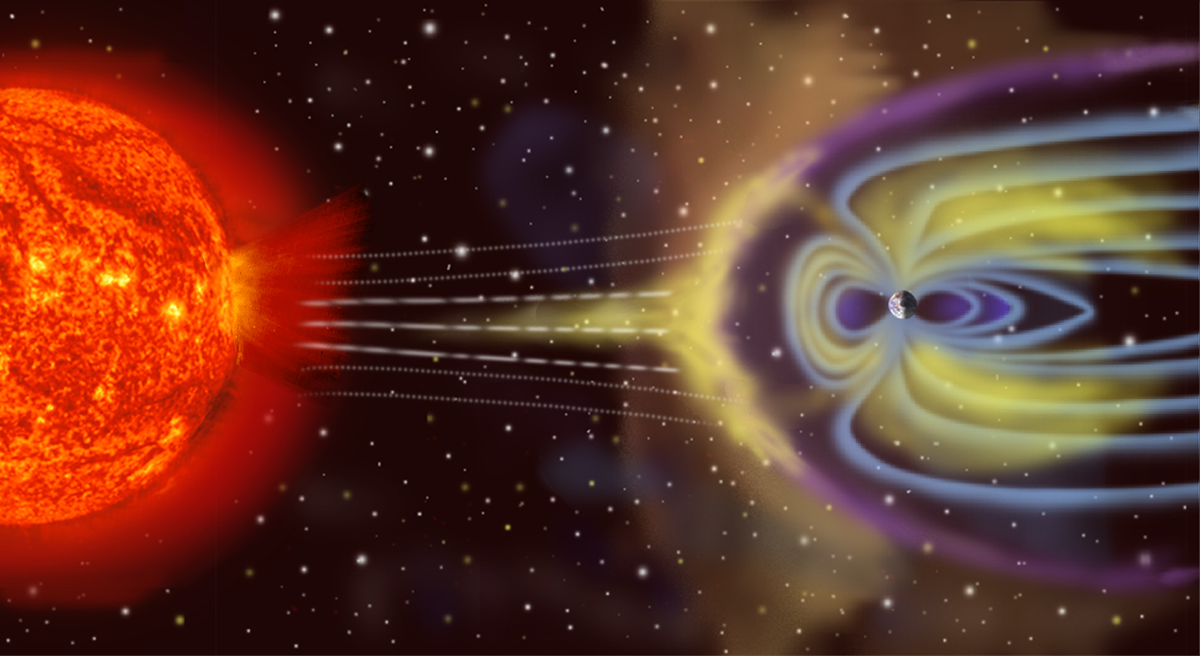
Схема взаимодействия солнечного ветра с магнитосферой Земли.

Геомагни́тная бу́ря — возмущение геомагнитного поля длительностью от нескольких часов до нескольких суток.
Наряду с суббурями, геомагнитные бури являются одним из видов геомагнитной активности. Они вызываются поступлением в окрестности Земли возмущённых потоков солнечного ветра и их взаимодействием с магнитосферой Земли. Геомагнитные бури являются проявлением усиления кольцевого тока Земли, постоянно существующего в области радиационных поясов Земли. Это явление является одним из важнейших элементов солнечно-земной физики и её практической части, обычно обозначаемой термином «космическая погода».

## Интенсивность геомагнитных бурь
Геомагнитные бури имеют несимметричный по времени характер развития: в среднем фаза нарастания возмущения (главная фаза бури) составляет около 7 часов, а фаза возвращения к исходному состоянию (фаза восстановления) — около 3 суток.
Интенсивность геомагнитной бури обычно описывается индексами Dst и Kp. С ростом интенсивности бури индекс Dst уменьшается. Так, умеренные бури характеризуются Dst от −50 до −100 нТл, сильные — от −100 до −200 нТл и экстремальные — выше −200 нТл.
Индекс SYM-H, как и Dst, является мерой симметричной интенсивности кольцевого тока, но вычисляется с более высоким временным разрешением, равным 1 минуте, а не 1 часу, используемому для Dst.
Во время магнитной бури возмущения магнитного поля на поверхности Земли имеют величину менее или порядка 1 % от величины стационарного геомагнитного поля, так как последнее варьируется от 0,34 Э у экватора до 0,66 Э у полюсов Земли, то есть приблизительно равно (30—70)⋅10-6 Тл.
Частота появления умеренных и сильных бурь на Земле имеет чёткую корреляцию с 11-летним циклом солнечной активности: при средней частоте около 30 бурь в год их число может составлять 1—2 бури в год вблизи солнечного минимума и достигать 50 бурь в год вблизи солнечного максимума. Это означает, что в годы солнечного максимума человечество до 50 % времени года живёт в условиях умеренных и сильных бурь, а за свою 75-летнюю жизнь среднестатистический человек проживает в условиях умеренных и сильных бурь в общей сложности 2250 бурь, или около 15 лет.
Распределение геомагнитных бурь по их интенсивности имеет в области высоких интенсивностей быстро спадающий характер, и поэтому экстремально сильных магнитных бурь за историю их измерения было сравнительно мало.
Мощнейшей геомагнитной бурей за всю историю наблюдений была геомагнитная буря 1859 года (Dst = −1760 нТл), или «событие Кэррингтона» (в 2006 году Dst этой бури оценили в −850 нТл, а в 2011 году — в −1050 нТл). Эта буря вызвала мощнейший сбой в работе телеграфов, а полярное сияние, которое ее сопровождало, можно было наблюдать даже в тропиках.
За последние 25 лет XX столетия (1976—2000 годы) было зарегистрировано 798 магнитных бурь с Dst ниже −50 нТл, а за последние 55 лет (с 1 января 1957 года по 25 сентября 2011 года) наиболее сильными бурями с Dst ниже −400 нТл были события 13 мая 1921 года (Dst = −907±132 нТл), 13 сентября 1957 года (Dst = −427 нТл), 11 февраля 1958 (Dst = −426 нТл), 15 июля 1959 (−429 нТл), 13 марта 1989 (−589 нТл или −565 нТл) и 20 ноября 2003 (−490 нТл или −533 нТл).
Важным вопросом остаётся вопрос о частоте возникновения на Земле наиболее сильных магнитных бурь. Так как экстремальных магнитных бурь было зарегистрировано мало, то надёжно вычислить функцию распределения бурь по их интенсивности в области больших бурь (Dst < −200 нТл) не представляется возможным. Поэтому сначала функция распределения определяется в той области, где количество измерений достаточное, а затем полученная функция экстраполируется в область экстремальных бурь. Полученные таким образом оценки указывают, что магнитные бури типа события 1989 года (Dst = −589 нТл) в среднем наблюдаются один раз в 25 лет, а магнитные бури типа события 1859 года (Dst ≈ −1700 нТл) — не чаще одного раза в 500 лет.

## Классификация магнитных бурь
K-индекс — это отклонение магнитного поля Земли от нормы в течение трёхчасового интервала. Индекс был введён Юлиусом Бартельсом в 1938 году и представляет собой значения от 0 до 9 для каждого трёхчасового интервала (0—3, 3—6, 6—9 и т. д.) мирового времени.
Kp-индекс — это планетарный индекс. Kp вычисляется как среднее значение К-индексов, определённых на 13 геомагнитных обсерваториях, расположенных между 44 и 60 градусами северной и южной геомагнитных широт. Его диапазон также от 0 до 9.
G-индекс — пятибалльная шкала силы магнитных бурь, которая была введена Национальным управлением океанических и атмосферных исследований США (NOAA) в ноябре 1999 года. G-индекс характеризует интенсивность геомагнитного шторма по воздействию вариаций магнитного поля Земли на людей, животных, электротехнику, связь, навигацию и т. д. По этой шкале магнитные бури подразделяются на уровни от G1 (слабые бури) до G5 (экстремально сильные бури). G-индекс соответствует Kp минус 4; то есть G1 соответствует Kp=5, G2 — Kp=6, G5 — Kp=9.

## Прогноз геомагнитных бурь

### Связь геомагнитной активности с явлениями на Солнце
Начиная с исследований Ричарда Кэррингтона, который в 1859 году наблюдал солнечную вспышку и произошедшую через несколько часов на Земле мощную геомагнитную бурю, сопоставления солнечной и геомагнитной активности привели к формированию в науке точки зрения, что источниками геомагнитных бурь являются солнечные вспышки. Эта точка зрения в неизменном виде просуществовала до 1980-х годов. С началом космической эры стали доступны наблюдения Солнца средствами внеземной астрономии и прямые измерения параметров солнечного ветра и межпланетного магнитного поля. Это привело к открытию нового типа сильного солнечного возмущения — выбросов корональной массы (англ. coronal mass ejection — CME). Согласно современным взглядам, непосредственной причиной геомагнитных бурь являются возмущённые потоки солнечного ветра на орбите Земли, содержащие необходимую для генерации геомагнитной бури ориентацию межпланетного магнитного поля. Источниками этих потоков, в свою очередь, являются выбросы корональной массы и корональные дыры.
Иногда мощные солнечные возмущения сопровождаются как сильными рентгеновскими вспышками, так и большими выбросами корональной массы, которые почти совпадают по времени, поэтому сегодня есть сторонники точки зрения, что и вспышки, и выбросы корональной массы являются разными проявлениями стоящего за ними единого явления. Другая точка зрения состоит в том, что различные солнечные возмущения имеют один и тот же источник энергии, и поэтому, если мощности источника энергии достаточно на развитие более одного явления, то в близких по времени и пространству интервалах могут наблюдаться разные явления, однако между ними существует лишь статистическая (но не физическая) взаимосвязь.
Согласно последней точке зрения, надёжный прогноз геомагнитной бури должен опираться на физически связанные с ними явления, то есть на выбросы корональной массы, а не солнечные вспышки.
Кроме магнитных бурь, которые связаны с высокой солнечной активностью (с выбросами корональной массы — СМЕ), часто наблюдаются умеренные магнитные бури, которые возникают в периоды, когда на Солнце отсутствуют какие-нибудь активные процессы. Такие бури в основном наблюдаются в периоды минимума цикла солнечной активности и часто повторяются с периодом вращения Солнца 27 дней (поэтому они часто называются рекуррентными магнитными бурями). Происхождение таких бурь долгое время было достаточно таинственным и непонятным, поэтому их источник на Солнце долгое время назывался «М-областью (M-region)».
В настоящее время установлено, что источником таких бурь на Солнце является корональная дыра, которая, являясь источником быстрого потока солнечного ветра, приводит к взаимодействию быстрого потока с медленным потоком и образованию области сжатия (в англоязычной литературе называется Corotating Interaction Region — CIR). За счёт сжатия и изменения направления движения плазмы в области сжатия CIR может образовываться геоэффективная компонента межпланетного магнитного поля, приводящая к возбуждению геомагнитной активности, включая магнитные бури и суббури.
Корональные дыры могут существовать на Солнце в течение периода до нескольких месяцев, и поэтому магнитная активность на Земле повторяется с периодом вращения Солнца.
Согласно последним наблюдениям, магнитные бури, генерированные выбросами корональной массы (CME) и корональными дырами (CIR), различаются не только по своему происхождению, а также характером развития и своими свойствами.

### Виды и методы прогноза геомагнитной активности
Научный прогноз геомагнитной активности опирается на данные телескопов и спутников. В зависимости от времени упреждения, прогнозы принято делить на 27—45-суточный, 7-суточный, 2-суточный и 1-часовой прогнозы.
27—45-суточный прогноз опирается на текущие наблюдения Солнца и предсказывает возмущения геомагнитной активности, связанные с рекуррентными — то есть происходящими с периодичностью 27 суток, приблизительно равной периоду обращения Солнца вокруг своей оси, — активными процессами на Солнце.
7-суточный прогноз опирается на текущие наблюдения активных областей вблизи восточного лимба Солнца и предсказывает возмущения геомагнитной активности, связанные с перемещением этих активных областей к линии Солнце — Земля (то есть к центральному меридиану) через время, примерно равное четверти периода обращения Солнца.
2-суточный прогноз опирается на текущие наблюдения активных процессов вблизи центрального меридиана Солнца и предсказывает связанные с этими процессами возмущения геомагнитной активности через время, близкое к характерным временам распространения возмущений от Солнца к Земле солнечного ветра (от 1,5 до 5 суток) и солнечных космических лучей (несколько часов).
1-часовой прогноз опирается на прямые измерения параметров плазмы солнечного ветра с помощью космических аппаратов, расположенных, как правило, в передней либрационной точке L1 на расстоянии 1,5 млн км от Земли, вблизи линии Солнце — Земля.
Надёжность 2-суточного и 1-часового прогноза составляют, соответственно, около 30—50 % и 95 %. Остальные прогнозы носят лишь общий информационный характер и имеют ограниченное практическое применение.

## Последствия
Через 8—12 минут после крупных и экстремальных солнечных вспышек до Земли долетают протоны высоких энергий (свыше 10 Мэв), или, как их ещё называют, — солнечные космические лучи (СКЛ).

### Влияние на технику
Радиационные бури (это широкий спектр волн солнечного излучения, не обязательно связанных с радиоактивностью) могут вызвать нарушения или поломки в аппаратуре космических аппаратов, вывести из строя электронную технику на Земле, привести к радиационному облучению космонавтов, пассажиров и экипажей реактивных самолётов.
Усиление потоков волн солнечного излучения и приход к Земле волн от корональных выбросов на Солнце вызывают сильные колебания геомагнитного поля Земли — происходят геомагнитные бури. Геомагнитные бури являются одним из важнейших элементов космической погоды и влияют на нарушение связи, систем навигации космических кораблей, возникновения вихревых индукционных токов в трансформаторах и трубопроводах и даже разрушение энергетических систем. Разрушение энергетических систем, в свою очередь, может повлечь за собой остановку насосных станций и остановку водоснабжения в городах, что может вызвать множественные гуманитарные катастрофы. 

### Влияние на людей и другие организмы
Гипотеза о влиянии магнитных бурь на здоровье человека зародилась в России, её высказал Александр Чижевский в 1936 году. Вопрос о влиянии солнечной активности на возникновение несчастных случаев, травматизм на транспорте и в производстве, на которые он указал в 1928 году, в своё время вызвал острые споры. Одновременно Чижевский предлагал использовать ионизированный воздух (который образуется, в частности, при геомагнитных бурях) для лечения легочных заболеваний и в животноводстве. Позже комиссия под руководством академика Иоффе дала отрицательный отзыв на гипотезы и работы Чижевского. Иоффе писал, в частности: «… Чижевский не обладает ни знанием физики, ни знанием основ биологии…».
В мировом научном сообществе считается, что так называемые «магнитные бури» не оказывают влияния на здоровье и самочувствие людей, за возможным исключением космонавтов, оказывающихся под повышенным уровнем радиации. Биофизики NASA пишут: «Солнечные вспышки производят высокоэнергетические частицы и излучение, которые опасны для живых организмов. Однако на поверхности Земли мы хорошо защищены от воздействия солнечных вспышек и другой солнечной активности магнитным полем и атмосферой Земли [..] Рентгеновские лучи от вспышек задерживаются нашей атмосферой значительно выше поверхности Земли. Однако они [..] способны нарушить некоторые виды радиосвязи [..] Кроме того, эти изменения в атмосфере могут ухудшить точность измерений Глобальной системы позиционирования (GPS) [..] Частицы энергии, которые производятся на Солнце во время вспышек, редко достигают поверхности Земли. Небольшое количество частиц с высокой энергией, которые достигают поверхности, не приводят к значительному увеличению уровня радиации, который мы испытываем каждый день. [В то же время] aстронавты на космической станции не подвергаются непосредственной опасности из-за относительно низкой орбиты этой пилотируемой миссии. Им следует [скорее] беспокоиться о кумулятивном (накопительном) воздействии во время выхода в открытый космос. Однако энергичные частицы от вспышки или коронального выброса массы будут опасны для астронавта во время миссии на Луну или Марс» . Несмотря на то что в ряде российских научных публикаций сообщалось, что такое влияние будто бы обнаружено, в подобных исследованиях нередко применяются концепции и методы, частично или полностью признанные лженаучными.
На сайте Геологической службы США сказано, что риск для здоровья во время магнитных бурь может возникать для лётчиков и астронавтов на больших высотах из-за радиационного облучения, при этом о вредном влиянии магнитного поля на здоровье ничего не говорится, хотя электронные приборы могут быть повреждены.
Раздел биофизики, изучающий влияние изменений активности Солнца и вызываемых ею в земной магнитосфере возмущений на земные организмы, называется гелиобиологией.
В статье Дмитриевой со соавторами утверждается, что "момент начала стрессовой реакции [человека] может сдвигаться относительно начала бури на разные сроки для разных бурь и для конкретного человека. Некоторые люди начинают реагировать на магнитные бури за 1—2 дня до них, то есть в момент вспышек на самом Солнце, фактически реагируя на солнечные бури. Однако гипотеза о влиянии солнечной активности («магнитных бурь») на здоровье человека не считается научно доказанной, и не принята в современной международной медицине. Статья Дмитриевой не имела контрольной группы, и исследование не было дважды (и даже однократно) слепым.